# Pont des Briques
Le pont des Briques est un pont routier et piéton sur l'Aire, situé sur le territoire de la commune de Lancy, dans le canton de Genève en Suisse.

## Localisation
Le pont des Briques est le neuvième pont le plus en amont de l'Aire après son entrée en Suisse. Il est situé entre les numéros 89 et 102 bis de la route du Grand-Lancy.

## Histoire
Le premier projet de pont à cet endroit est l'œuvre du duché de Savoie en 1772 mais n'est pas réalisé. Le premier pont, déjà appelé pont des Briques, est construit sur l'ordre de Napoléon Ier pour permettre le passage des troupes pendant la période où le canton de Genève est annexé à la France et est le chef-lieu du département du Léman.
Le pont actuel date de 1864 et a été agrémenté d'un passage sous la route construit au début des années 2000 pour permettre d'ouvrir le chemin qui longe la rivière. En 2002, la berge amont du pont est aménagée, permettant de mettre en évidence une pollution chronique due à la fuite d’un collecteur d’eaux usées.
En 2007, la commune de Lancy demande officiellement que le pont, alors simplement désigné au cadastre sous le nom de pont sur la route du Grand-Lancy, soit officiellement baptisé pont des Briques. À la suite du préavis favorable de la commission cantonale de nomenclature, le Conseil d'État a approuvé cette demande le 31 octobre 2007 et le nom devient officiel dès le 1er janvier 2008.

## Sources